# Johnnie Tolan
Johnnie Tolan,  ameriški dirkač Formule 1, * 22. oktober 1917, Redondo Beach, Kalifornija, ZDA † 6. junij, 1986, ZDA.
Johnnie Tolan je pokojni ameriški dirkač Formule 1, ki je med letoma 1956 in 1958 sodeloval na ameriški dirki Indianapolis 500, ki je med letoma 1950 in 1960 štela tudi za prvenstvo Formule 1. Najboljši rezultat je dosegel na dirki leta 1958, ko je zasedel trinajsto mesto. Umrl je leta 1986. 